# Saint-Michel-de-Chavaignes
Saint-Michel-de-Chavaignes és un municipi francès situat al departament del Sarthe i a la regió de País del Loira. L'any 2007 tenia 765 habitants.

## Demografia

### Població
El 2007 la població de fet de Saint-Michel-de-Chavaignes era de 765 persones. Hi havia 307 famílies de les quals 92 eren unipersonals (42 homes vivint sols i 50 dones vivint soles), 96 parelles sense fills, 100 parelles amb fills i 19 famílies monoparentals amb fills.
La població ha evolucionat segons el següent gràfic:
Habitants censats

### Habitatges
El 2007 hi havia 401 habitatges, 315 eren l'habitatge principal de la família, 48 eren segones residències i 38 estaven desocupats. 385 eren cases i 13 eren apartaments. Dels 315 habitatges principals, 246 estaven ocupats pels seus propietaris, 60 estaven llogats i ocupats pels llogaters i 9 estaven cedits a títol gratuït; 3 tenien una cambra, 27 en tenien dues, 82 en tenien tres, 91 en tenien quatre i 112 en tenien cinc o més. 249 habitatges disposaven pel capbaix d'una plaça de pàrquing. A 129 habitatges hi havia un automòbil i a 150 n'hi havia dos o més.

### Piràmide de població
La piràmide de població per edats i sexe el 2009 era:
| Homes | Edats   | Dones |
| ----- | ------- | ----- |
| 0     | 95 o +  | 0     |
| 4     | 90 a 94 | 0     |
| 8     | 85 a 89 | 8     |
| 16    | 80 a 84 | 4     |
| 16    | 75 a 79 | 24    |
| 12    | 70 a 74 | 24    |
| 28    | 65 a 69 | 20    |
| 20    | 60 a 64 | 16    |
| 32    | 55 a 59 | 24    |
| 12    | 50 a 54 | 8     |
| 24    | 45 a 49 | 28    |
| 36    | 40 a 44 | 20    |
| 24    | 35 a 39 | 12    |
| 32    | 30 a 34 | 32    |
| 24    | 25 a 29 | 28    |
| 24    | 20 a 24 | 4     |
| 8     | 15 a 19 | 16    |
| 16    | 10 a 14 | 8     |
| 24    | 5 a 9   | 36    |
| 16    | 0 a 4   | 24    |

## Economia
El 2007 la població en edat de treballar era de 445 persones, 340 eren actives i 105 eren inactives. De les 340 persones actives 309 estaven ocupades (169 homes i 140 dones) i 29 estaven aturades (13 homes i 16 dones). De les 105 persones inactives 41 estaven jubilades, 28 estaven estudiant i 36 estaven classificades com a «altres inactius».

### Ingressos
El 2009 a Saint-Michel-de-Chavaignes hi havia 331 unitats fiscals que integraven 812 persones, la mediana anual d'ingressos fiscals per persona era de 14.812 €.

### Activitats econòmiques
Dels 15 establiments que hi havia el 2007, 1 era d'una empresa alimentària, 3 d'empreses de construcció, 4 d'empreses de comerç i reparació d'automòbils, 2 d'empreses de transport, 1 d'una empresa d'hostatgeria i restauració, 1 d'una empresa d'informació i comunicació, 2 d'empreses de serveis i 1 d'una empresa classificada com a «altres activitats de serveis».
Dels 6 establiments de servei als particulars que hi havia el 2009, 2 eren tallers de reparació d'automòbils i de material agrícola, 1 paleta, 1 fusteria, 1 lampisteria i 1 perruqueria.
L'únic establiment comercial que hi havia el 2009 era una fleca.
L'any 2000 a Saint-Michel-de-Chavaignes hi havia 26 explotacions agrícoles que ocupaven un total de 1.564 hectàrees.

## Equipaments sanitaris i escolars
El 2009 hi havia una escola elemental.

## Poblacions més properes
El següent diagrama mostra les poblacions més properes.